# Sent Saupise de las Chams
Sent Soupise las Chams (en francès, Saint-Sulpice-les-Champs) és una comuna (municipi) de França, a la regió de la Nova Aquitània, departament de la Cruesa. És la capçalera i la població més gran del cantó del seu nom.
La seva població, al cens de 1999, era de 366 habitants. Està integrada a la Communauté de communes du Pays Cruesa Thaurion Gartempe.

## Demografia
| 1968 | 1975 | 1982 | 1990 | 1999 |
| ---- | ---- | ---- | ---- | ---- |
| 469  | 446  | 406  | 395  | 366  |

## Administració
| Període   | Identitat         | Partit |
| --------- | ----------------- | ------ |
| 2001-2008 | Monique Depeige   | UMP    |
| 2008-     | Jacqueline Larpin |        |